# LINEAR (アルバム)
『LINEAR』（リニア）は、日本のバンド、ストレイテナーのメジャー4枚目のオリジナルアルバムである。2007年3月7日発売。発売元は東芝EMI。

## 概要
- 前作から約1年振りとなるアルバム。3人体制で製作された最後のアルバムである。また、東芝EMIからリリースされた最後のアルバムとなった。
- オリコンのアルバムウィークリーチャートでは、バンド初となるトップ10にランクインした。
- リリース前からメンバー自身が「今までとは違う作品」とメディアなどで言い続けていた。
- セルフカバーアルバム『STOUT』では全10曲中今作から最多の3曲が選ばれ、再録されている。

## 収録曲
| 全作詞・作曲: ホリエアツシ。 |                             |              |              |      |
| #                            | タイトル                    | 作詞         | 作曲・編曲   | 時間 |
| 1.                           | 「CLARITY」                 | ホリエアツシ | ホリエアツシ | 5:12 |
| 2.                           | 「TRAIN」                   | ホリエアツシ | ホリエアツシ | 3:50 |
| 3.                           | 「SIX DAY WONDER」          | ホリエアツシ | ホリエアツシ | 3:50 |
| 4.                           | 「BIRTHDAY」                | ホリエアツシ | ホリエアツシ | 4:28 |
| 5.                           | 「GHOST OF CHRISTMAS PAST」 | ホリエアツシ | ホリエアツシ | 3:25 |
| 6.                           | 「BERSERKER TUNE」          | ホリエアツシ | ホリエアツシ | 3:48 |
| 7.                           | 「REST」                    | ホリエアツシ | ホリエアツシ | 4:58 |
| 8.                           | 「LIVES」                   | ホリエアツシ | ホリエアツシ | 4:04 |
| 9.                           | 「AFTER THE CALM」          | ホリエアツシ | ホリエアツシ | 3:40 |
| 10.                          | 「MARCH」                   | ホリエアツシ | ホリエアツシ | 6:43 |
| 合計時間:                    | 合計時間:                   | 43:58        |              |      |

### 曲解説
1. CLARITY
打ち込みが使用された曲。ちなみにドラムのフレージングは日向が自身のMacを使って担当した。
打ち込みが使われていたため、アルバムツアー以降は1度も演奏されていなかったが、セルフカバーアルバム『STOUT』では生演奏のライブ仕様にアレンジされた形で再録された。
2. TRAIN
メジャー8thシングル。
3. SIX DAY WONDER
メジャー7thシングル。
4. BIRTHDAY
後にセルフカバーアルバム『STOUT』で再録された。
5. GHOST OF CHRISTMAS PAST
この曲のレコーディングの時、ナカヤマはタンバリンを使用した。しかし、1回ドラムを録音しただけでタンバリンがボロボロに崩れてしまったという（ホリエ談）。
6. BERSERKER TUNE
メジャー6thシングル。
2番の語りの部分がシングルとは違うアレンジになっている。ホリエ曰く、｢アル・パチーノを意識した｣らしい。
7. REST
全英語詞である。
8. LIVES
9. AFTER THE CALM
このアルバムの中でホリエが最初に製作した曲。4人体制になってからのライブでは大山がピアノを担当している。
10. MARCH
ストレイテナーの楽曲中、最も長い曲である。

## 演奏
- ホリエアツシ：Vocal, Guitar, Synthesizer, Piano
- 日向秀和：Bass, Rhythm Programming
- ナカヤマシンペイ：Drums